# Liste der Gemeindeverbände im Département Seine-Saint-Denis
Das Département Seine-Saint-Denis liegt in der Region Île-de-France in Frankreich. Es untergliedert sich in fünf Gemeindeverbände.
Siehe auch: Liste der Gemeinden im Département Seine-Saint-Denis

## Gemeindeverbände

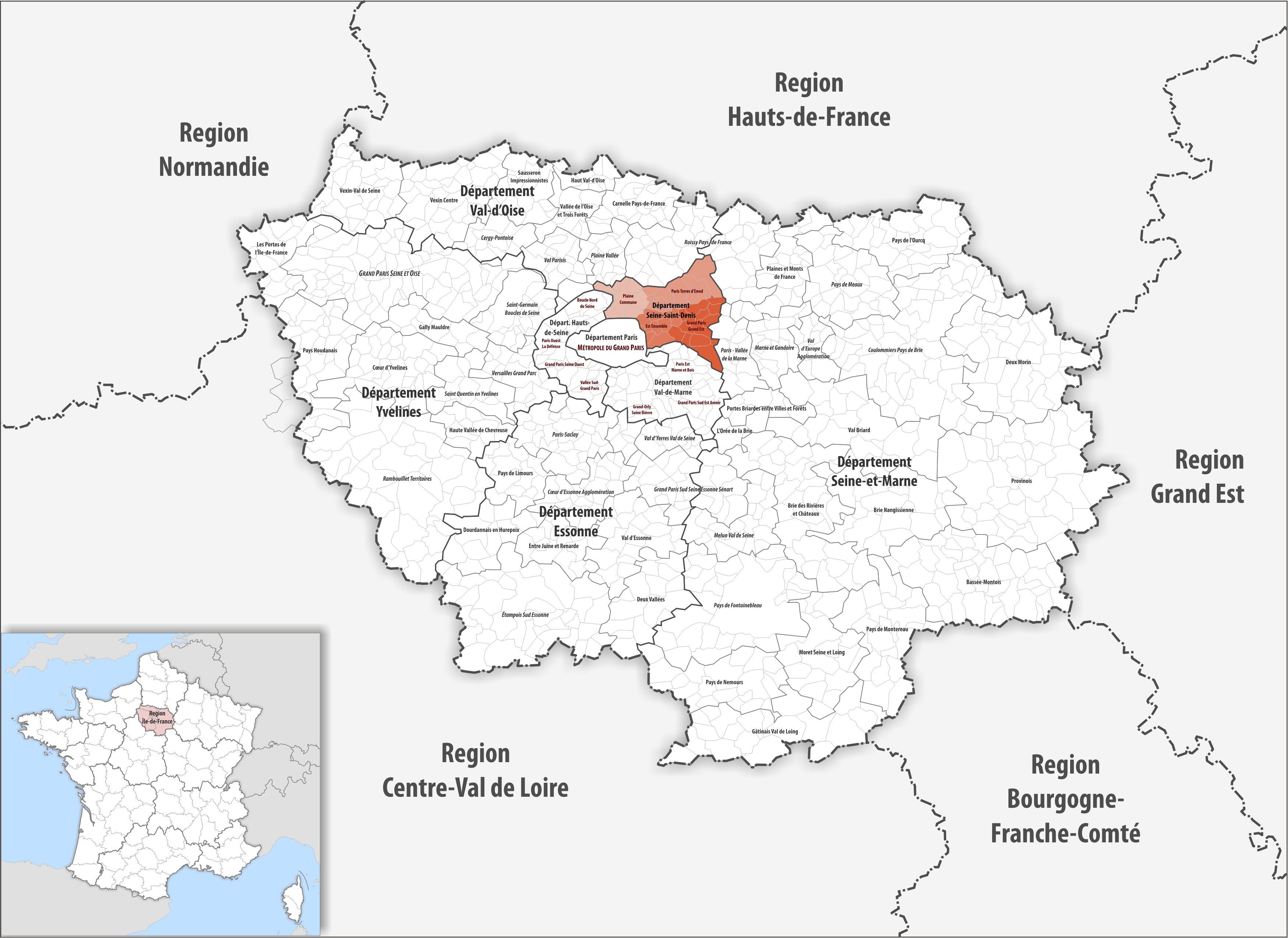
Gemeindeverbände im Département Seine-Saint-Denis

| Gemeindeverband          | Gemeinden im Départ./Verband | Einwohner 1. Januar 2022 | Fläche km² | Dichte Einw./km² | SIREN- Nummer | Rechtsform                       | Gründungsdatum |
| ------------------------ | ---------------------------- | ------------------------ | ---------- | ---------------- | ------------- | -------------------------------- | -------------- |
| Est Ensemble             | 9/9                          | 442.611                  | 39,18      | 11.297           | 200 057 875   | Établissement public territorial | 1. Januar 2016 |
| Grand Paris Grand Est    | 14/14                        | 415.085                  | 71,55      | 5.801            | 200 058 790   | Établissement public territorial | 1. Januar 2016 |
| Métropole du Grand Paris | 39/130                       | 7.115.576                | 814,24     | 8.739            | 200 054 781   | Métropole                        | 1. Januar 2016 |
| Paris Terres d’Envol     | 8/8                          | 375.102                  | 78,07      | 4.805            | 200 058 097   | Établissement public territorial | 1. Januar 2016 |
| Plaine Commune           | 8/8                          | 455.407                  | 47,40      | 9.608            | 200 057 867   | Établissement public territorial | 1. Januar 2016 |